# Deporte y juego sucio
Deporte y juego sucio (en inglés Bad Sport)  es una docuserie estadounidense en seis partes de 2021 creada para Netflix.

## Resumen
Presenta seis historias diferentes sobre deportes y crimen, que se cuentan a través de entrevistas de primera mano.

## Liberación
Fue lanzado el 6 de octubre de 2021.

## Recepción
Recibió una calificación de aprobación del 100% basada en 5 votos en el sitio agregador de reseñas Rotten Tomatoes.